# Фульк (граф Ангулема)
Фульк Тайлефер (Foulques Talafer) (ум. 1087) — с 1048 граф Ангулема, сеньор де Бутвилль, д’Аршиак, де Монтиньяк и де Марсильяк. Старший сын графа Жоффруа и его первой жены Петрониллы д’Аршиак.
Согласно средневековым хронистам, Фульк умер в очень преклонном возрасте (dans un âge fort avancé). Это может означать, что он родился между 1015 и 1020 годом.
Отличаясь воинственным характером, Фульк отстоял независимость графства Ангулем от аквитанских герцогов, несколько раз отразив их вооружённые нападения.
Жена — Кондога д’Э, дочь графа Роберта д’Э. Дети:
- Гильом V Тайлефер (ум. 1120), граф Ангулема,
- Жоффруа,
- Фульк.